# Die Ärzte früher!
Die Ärzte früher! mit dem Untertitel Der Ausverkauf geht weiter! ist das dritte Kompilationsalbum der deutschen Punkrock-Band Die Ärzte. Es erschien nach der Auflösung der Band am 13. Februar 1989 als CD, MC und LP.
Das Album erreichte Platz 4 der deutschen Album-Charts und wurde mit Gold ausgezeichnet.

## Hintergrund
Auf diesem Vielklang-Sampler wurden die EP Zu schön um wahr zu sein!, das Mini-Album Uns geht's prima... sowie die Sampler-Beiträge der Ärzte auf Ein Vollrausch in Stereo – 20 schäumende Stimmungshits! und Pesthauch des Dschungels erneut veröffentlicht. Das Albumcover enthält die Unterschrift „75 % alte Hüte!“.
Das Album erschien sowohl bei Vielklang als auch bei Metronome. 1993, als die Reunion stattfand, erschien eine zweite Auflage, welche jedoch nicht mehr auf MC erhältlich war.
„Tittenmaus“ und „Wilde Mädchen“ waren zwei bis dahin unveröffentlichte Songs, welche jedoch erst 1988/89 „heimlich“ (den Ärzten war es vertraglich verboten, für andere Labels Songs aufzunehmen) exklusiv für diese Veröffentlichung eingespielt wurden. Die Ärzte taten so, als hätten sie die Lieder schon zu den Vielklang-Zeiten eingespielt. Hierbei unterlief der Band jedoch ein Fehler: In dem Keyboardsolo zu dem Lied Tittenmaus zitierte Bela B. kurz den Song Purple Rain von Prince, das zum Zeitpunkt der vermeintlichen Produktion noch gar nicht existierte und somit die heimliche spätere Produktion verriet. Wilde Mädchen wurde allerdings bereits 1983 live gespielt, was man der Bootleg-CD Ganz früher und ganz neu entnehmen kann. Auch Tittenmaus wurde bereits seit 1983 live als Opener der Konzerte zum Besten gegeben. Die restlichen Songs entstanden von 1982 bis 1983.
Die Lieder Teenager Liebe und Grace Kelly sind auch im Film Richy Guitar zu hören.

## Teenager Liebe
Teenager Liebe wurde erstmals 1983 auf Zu schön um wahr zu sein! veröffentlicht. Für das 1984 erschienene Album Uns geht's prima... spielten Die Ärzte eine weitere Version des Songs ein. Die Versionen werden nunmehr in „Teenager Liebe (echt)“ aus Zu schön um wahr zu sein! und „Teenager Liebe (unecht)“ aus Uns geht's prima... unterschieden. Darüber hinaus wurde „Teenager Liebe (unecht)“ als einzige Single des Albums ausgekoppelt.

## Titelliste
1. Teenager Liebe (echt) (Farin Urlaub) – 2:58
  (erschien bereits auf der EP Zu schön, um wahr zu sein!)
2. Anneliese Schmidt (Farin Urlaub) – 3:11
(erschien bereits auf der EP Zu schön, um wahr zu sein!)
3. Der lustige Astronaut (Farin Urlaub) – 2:29
  (erschien bereits auf dem Album Uns geht's prima...)
4. Die Einsamkeit des Würstchens (Farin Urlaub/Bela B.) – 1:32
 (erschien bereits auf dem Sampler Pesthauch des Dschungels. Dort jedoch mit dem Titel Die Einsamkeit der Würstchen und unter dem Pseudonym Die Ulkigen Pulkigen)
5. Ekelpack (Farin Urlaub/Bela B.) – 2:04
 (erschien bereits auf dem Sampler Pesthauch des Dschungels. Dort jedoch unter dem Pseudonym Die Ulkigen Pulkigen und nicht auf dem Cover verzeichnet.)
6. Grace Kelly (Farin Urlaub) – 2:19
 (erschien bereits auf der EP Zu schön, um wahr zu sein!)
7. Kopfhaut (Farin Urlaub/Bela B., Hans Runge, Farin Urlaub) – 2:48
 (erschien bereits auf dem Album Uns geht's prima...)
8. Mein kleiner Liebling (Bela B., Hans Runge/Bela B.) – 2:26
 (erschien bereits auf dem Album Uns geht's prima...)
9. Sommer, Palmen, Sonnenschein (Farin Urlaub) – 2:50
(erschien bereits auf dem Album Uns geht's prima...)
10. Teddybär (Farin Urlaub) – 2:47
(erschien bereits auf der EP Zu schön, um wahr zu sein!)
11. Tittenmaus (Bela B.) – 5:05
(enthält eine Huldigung an „Purple Rain“ von Prince)
12. Vollmilch (Farin Urlaub) – 1:54
(erschien bereits auf dem Sampler Ein Vollrausch in Stereo – 20 schäumende Stimmungshits!)
13. Wilde Mädchen (Farin Urlaub) – 1:20
14. Zitroneneis (Farin Urlaub) – 2:16
 (erschien bereits auf dem Sampler Ein Vollrausch in Stereo – 20 schäumende Stimmungshits!)
15. Zum Bäcker (Farin Urlaub) – 2:08
(erschien bereits auf dem Sampler Ein Vollrausch in Stereo – 20 schäumende Stimmungshits!)
16. Teenager Liebe (unecht) (Farin Urlaub) – 3:18
(erschien bereits auf dem Album Uns geht's prima...)